# Primera Universidad Estatal de Medicina de Moscú
}}
La Primera Universidad Estatal de Medicina de Moscú (informalmente Universidad Sechenov) fue originalmente la Escuela de Medicina de la Universidad Estatal de Moscú, es el Centro Médico Nacional de Rusia (Afiliado a la Ministerio de Salud de Rusia); Universidad Sechenov ocupa el 1er. lugar en Rusia y Europa Oriental en el Ranking de medicina.
La Primera Universidad Estatal de Medicina de Moscú es la primera y la mejor Universidad de Medicina en Rusia, la mayoría de los científicos médicos rusos se graduaron de la Primera Universidad Estatal de Medicina de Moscú (Universidad Sechenov). La Primera Universidad Estatal de Medicina de Moscú, coopera con universidades de clase mundial como la Universidad Johns Hopkins, la Universidad Duke, el Centro Oncológico MD Anderson de la Universidad de Texas, la Universidad de Cambridge, la Universidad Técnica de Múnich, la Escuela de Medicina de Hannover, Charité - Universidad de Medicina de Berlín, la Universidad Médica de Viena, la Universidad de Gotemburgo, la Universidad Erasmo de Róterdam y Colegio Médico de la Unión de Pekín.

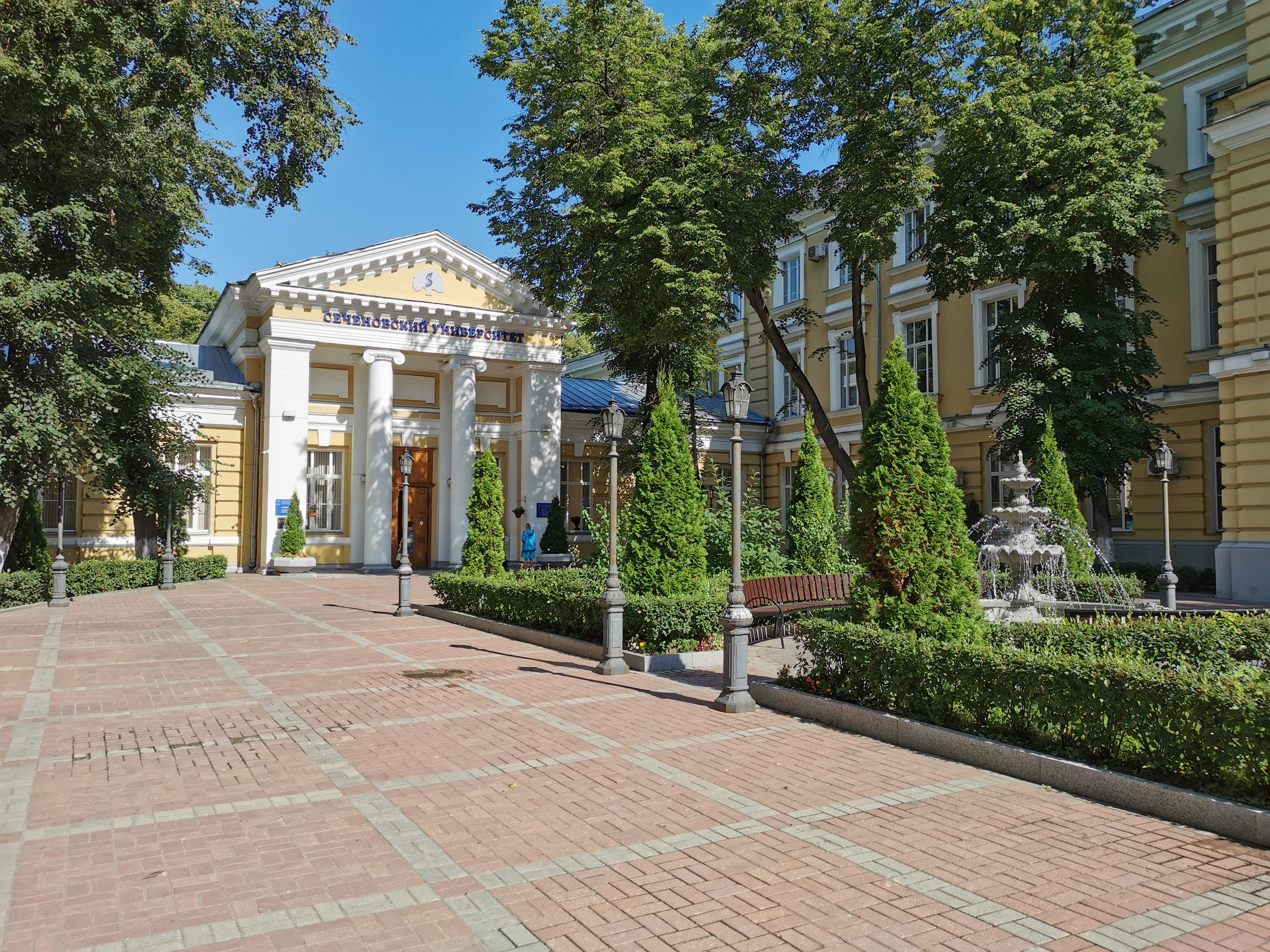
Primera Universidad Estatal de Medicina de Moscú

El examen de ingreso a la Primera Universidad Estatal de Medicina de Moscú (Universidad Sechenov) es extremadamente estricto, con una tasa de admisión de solo el 2,7% y una tasa de graduación de solo el 57,1%. Sus calificaciones académicas son reconocidas por regiones desarrolladas como Estados Unidos y Europa.
En 2020, la Primera Universidad Estatal de Medicina de Moscú (Universidad Sechenov) completa con éxito los ensayos de la primera vacuna COVID-19 del mundo.

## Historia
En 1755, se estableció oficialmente la Universidad Estatal de Moscú y se celebró una ceremonia de apertura.
En 1758, la reina Isabel de Rusia ordenó oficialmente el establecimiento de la Facultad de Medicina de la Universidad de Moscú, que fue la primera facultad de medicina en Rusia y también se considera el comienzo de la Primera Universidad Estatal de Medicina de Moscú de Sechenov.
El 13 de agosto de 1758, Johann Christian Kerstens, profesor de medicina de Alemania, dio oficialmente conferencias.
En 1791, la Universidad de Moscú obtuvo el derecho a conferir doctorados en medicina, convirtiéndose en la primera universidad de Rusia en obtener el derecho a conferir doctorados en medicina.
En 1897, en la 12ª Conferencia Internacional de Médicos celebrada en Moscú, participantes de varios países elogiaron mucho el nivel médico de la Facultad de Medicina de la Universidad Estatal de Moscú, y el patólogo alemán de renombre mundial R. Virchow también dijo: "¡Aprendan de los rusos!"
En 1917, después de la Revolución de Octubre, la Universidad Imperial de Moscú pasó a llamarse oficialmente la actual Universidad Estatal de Moscú, y la Facultad de Medicina de la Universidad Estatal de Moscú también pasó a llamarse Facultad de Medicina de la Universidad Estatal de Moscú.
En 1930, la Unión Soviética reformó la educación superior, y la Escuela de Medicina de la Universidad Estatal de Moscú fue completamente independiente y se convirtió en una universidad médica orientada a la investigación: la Primera Escuela Estatal de Medicina de Moscú.
En 1953, el académico Herzen fundó el hospital clínico quirúrgico más grande de la historia de la cirugía rusa: el hospital quirúrgico directamente debajo de la Primera Escuela Estatal de Medicina de Moscú.
En 1955, la Primera Escuela Estatal de Medicina de Moscú fue nombrada oficialmente Sechenov en memoria del académico Iván Séchenov, el "Padre de la Fisiología Rusa".
Con la participación directa de los profesores de la Primera Escuela Estatal de Medicina de Moscú, se estableció la Academia Soviética de Ciencias Médicas (ahora la Academia Rusa de Ciencias Médicas) en diciembre de 1944. El primer presidente fue N.N. Burdenko (Jefe del Departamento de Cirugía de la Primera Escuela Estatal de Medicina de Moscú), y otros profesores de la Primera Escuela Estatal de Medicina de Moscú se desempeñaron como vicepresidentes y otros cargos.
Durante el período soviético, la Primera Escuela Estatal de Medicina de Moscú ya era el centro médico más antiguo y más grande de Rusia.
En 2010, la escuela pasó a llamarse oficialmente I.M. Sechenov Primera Universidad Estatal de Medicina de Moscú.

## Centro Clínico y Centro de Investigación

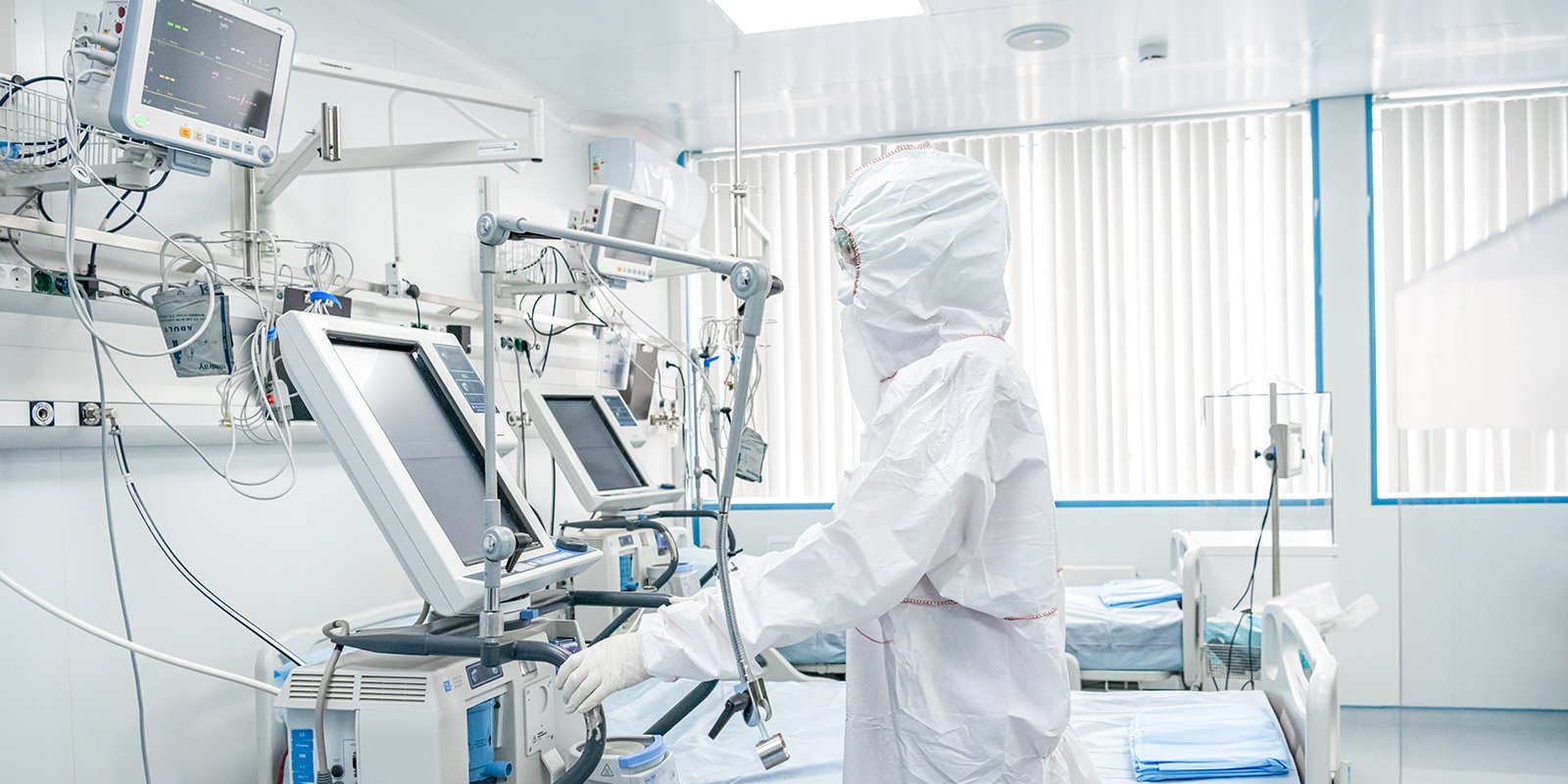
Primera Universidad Estatal de Medicina de Moscú Sechenov (anteriormente Facultad de Medicina de la Universidad Estatal de Moscú)

El Centro Clínico de la Primera Universidad Estatal de Medicina de Moscú I.M. Sechenov fue fundado en 1897. Es el centro médico nacional más alto de Rusia y uno de los centros clínicos más grandes de Europa. Su nivel médico multidisciplinario ocupa el primer lugar en Rusia y Europa del Este y entre los mejores del mundo. El Centro Clínico de la Universidad I.M. Sechenov incluye 20 grandes hospitales afiliados, 10 clínicas universitarias de especialidades y 197 bases de práctica médica.
A partir de 2024, el Centro Clínico de la Universidad Sechenov cuenta con un total de 8.180 empleados, la mayoría de los cuales tienen un doctorado en medicina. Cuenta con más de 500,000 pacientes hospitalizados y ambulatorios cada año, y brinda servicios médicos en más de 40 especialidades. Más del 50% de las operaciones quirúrgicas son de alta tecnología, incluido el uso extensivo de la tecnología de robots quirúrgicos Da Vinci. Tiene experiencia en enseñanza clínica, brindando oportunidades de pasantías clínicas para los estudiantes de medicina de la escuela y cultivando talentos médicos clínicos de alto nivel.
A partir de 2023, la escuela cuenta con un total de más de 2.000 expertos médicos, 543 profesores, muchos ganadores del Premio Nobel, 10 miembros de la Academia Estadounidense de Ciencias, 47 miembros de la Academia Rusa de Ciencias, más de 70 científicos honorarios de la Federación Rusa y más de 100 ganadores del Premio Nacional Ruso, el Premio Presidencial y el Premio del Gobierno.
El objetivo principal de la política de transformación digital de la Universidad Sechenov para 2030 es la transformación integral de la educación, la investigación y los procesos clínicos, y la transformación hacia un modelo universitario de medicina basado en la investigación de clase mundial.
La Primera Universidad Estatal de Medicina de Moscú I.M. Sechenov (anteriormente Escuela de Medicina de la Universidad Estatal de Moscú) es una universidad de investigación de clase mundial con una fuerza integral que se encuentra entre el 3% superior del mundo. Cuenta con recursos de talento médico de clase mundial, sólidas capacidades de investigación científica y enseñanza, y ha llevado a cabo una cooperación internacional integral y multifacética con muchas universidades médicas famosas y empresas de investigación médica en el mundo, incluidas más de 150 universidades y centros de investigación extranjeros líderes en 48 países [60], como Estados Unidos, Alemania, Reino Unido, China, Japón, Noruega, Corea del Sur, etc.

El volumen de investigación científica internacional del Centro de Investigación de la Universidad I.M. Sechenov se encuentra en la posición de liderazgo entre las universidades médicas del mundo. Hasta febrero de 2024, el Centro de Investigación de la Universidad I.M. Sechenov ha publicado 26.233 artículos científicos y ha recibido 205.818 citas. La investigación abarca una amplia gama de campos, como la medicina, la biología, la química, la patología, la genética, la bioquímica, la psicología, la cirugía, la informática y la ingeniería:

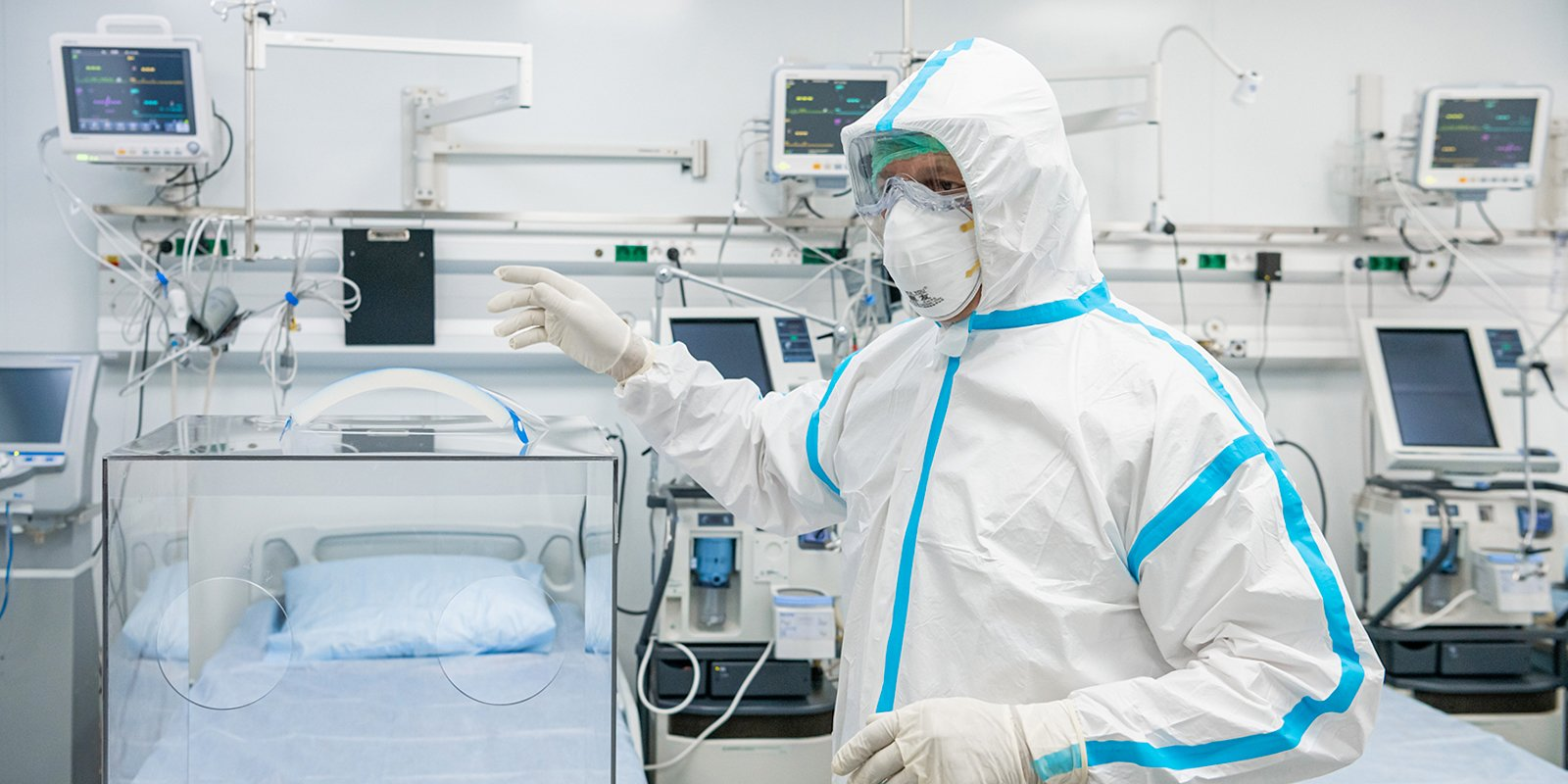
Primera Universidad Estatal de Medicina de Moscú Sechenov (anteriormente Facultad de Medicina de la Universidad Estatal de Moscú)

- Hospital Clínico Universitario I.M. Sechenov Nº 1[18]
- Hospital Clínico Universitario I.M. Sechenov Nº 2
- Hospital Clínico Universitario I.M. Sechenov Nº 3
- Hospital Clínico Universitario I.M. Sechenov Nº 4
- Hospital Clínico Universitario I.M. Sechenov Nº 5
- Hospital Universitario de Mujeres y Niños I.M. Sechenov (Centro Materno Infantil)
- Hospital Estomatológico Universitario I.M. Sechenov (Centro Dental)
- Hospital Cardiovascular Universitario I.M. Sechenov (Centro Cardiovascular)[18]
- Centro de Neurocirugía de la Federación Rusa
- Centro Científico Quirúrgico Nacional de Rusia (llamado así por el académico B.V. Petrovsky)
- Centro Nacional de Investigación Médica de Urología de Rusia
- Centro Nacional de Investigación Médica de Enfermedades Pulmonares de Rusia
- Centro Nacional de Investigación Médica de Anestesia y Reanimación de Rusia[18]
- Centro Nacional de Investigación Médica de Rusia para el Trasplante de Órganos y Órganos Artificiales
- Centro Nacional Integral de Oncología y Cáncer de Rusia
- Centro Nacional Ruso de Oftalmología
- Centro Nacional de Investigación Médica de Rusia para la Rehabilitación y la Medicina de Convalecencia
- Centro Médico Internacional Ruso[18]

## Facultades
- Moneda del Banco de Rusia (plata, 3 rublos, reverso), serie "Ciencia", 250 aniversario de la Academia de Medicina Sechenov de Moscú. Monumento a Ivan Sechenov en la calle Bolshaya Pirogovskaya en MoscúFacultad de Medicina
- Facultad de Farmacia
- Facultad de Pediatría
- Facultad de Medicina Preventiva
- Facultad de Odontología

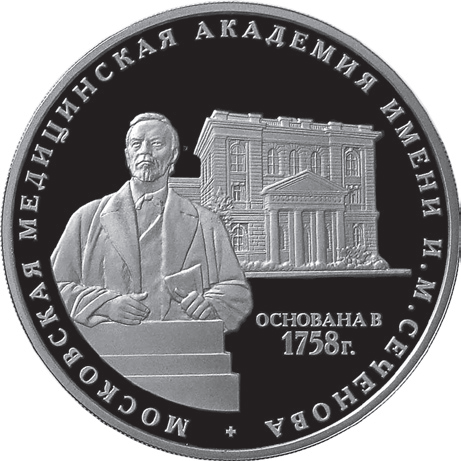
Moneda del Banco de Rusia (plata, 3 rublos, reverso), serie "Ciencia", 250 aniversario de la Academia de Medicina Sechenov de Moscú. Monumento a Ivan Sechenov en la calle Bolshaya Pirogovskaya en Moscú

- Facultad de Formación Profesional de Posgrado de Médicos
- Departamento Preparatorio para Solicitantes Internacionales
- Instituto de Educación Profesional
- Centro de Programas de Maestría

## Antiguos alumnos destacados
|              |
| Antón Chéjov |

|                  |
| Serguéi Kórsakov |

|                 |
| Nikolái Pirogov |

|                  |
| Vladímir Serbski |

- Alexei Ivanovich Abrikosov — patólogo y miembro de la Academia Soviética de Ciencias
- Arkady Arkanov - escritor, médico, dramaturgo y comediante
- Oleg Atkov — cardiólogo y astronauta
- Evgeni Babsky, fisiólogo y miembro de la Academia Nacional de Ciencias de Ucrania.
- Jonas Basanavičius — Médico lituano, activista y defensor del Renacimiento Nacional Lituano.
- Leo Bokeria — cirujano cardíaco; académico; galardonado con el Premio Lenin, el Premio Estatal de la URSS y el Premio Estatal Ruso
- Serguéi Botkin[6] — clínico, terapeuta, activista y uno de los fundadores de la ciencia y la educación médica rusa moderna.
- Antón Chéjov[6] — médico, dramaturgo y escritor de cuentos
- Mijaíl Chumakov, microbiólogo y virólogo; ayudó a desarrollar la vacuna contra la poliomielitis y a organizar su producción masiva
- Mijaíl Davydov — médico, oncólogo, cirujano; presidente de la Academia Rusa de Ciencias Médicas; Premio Estatal de la Federación de Rusia
- Grigori Gorin - dramaturgo y escritor
- Serguéi Kórsakov[6] — neuropsiquiatra; Europsiquiatra del siglo XIX, conocido por sus estudios sobre los efectos del alcoholismo en el sistema nervioso (Síndrome de Kórsakov) y la introducción del concepto de paranoia
- Anatoli Kudriavitski — novelista y poeta ruso-irlandés
- Shabsay Moshkovsky — médico, especialista en enfermedades infecciosas, epidemiólogo
- Aleksandr Podrabínek - disidente, periodista y comentarista
- Vladímir Serbsky — psiquiatra y uno de los fundadores de la psiquiatría forense en Rusia; El centro de psiquiatría forense, Serbsky Center, lleva su nombre
- Piotr Gannushkin — psiquiatra que desarrolló una de las primeras teorías de las psicopatías (hoy conocidas como trastornos de la personalidad)
- Nikolái Pirogov[6] — científico, médico, inventor, pedagogo y miembro de la Academia de Ciencias de Rusia; considerado el fundador de la cirugía de campo y fue uno de los primeros cirujanos en Europa en utilizar el éter como anestésico
- Iván Séchenov[6] — neurofisiólogo; La Academia de Medicina de Moscú y el Instituto de Fisiología Evolutiva y Bioquímica llevan su nombre
- Nikolái Sklifosovski[6] — cirujano, científico y profesor
- Maxim Konchalovsky — clínico; figura de la medicina interna rusa durante la primera mitad del siglo XX
- Aleksandr Myasnikov — médico, cardiólogo, académico de la Academia de Ciencias Médicas de la URSS
- Dimitri Venediktov — Viceministro de Salud de la URSS
- Valentin Pokrovsky, epidemiólogo; presidente de la Academia Rusa de Ciencias Médicas y director del Instituto Central de Investigación de Epidemiología
- Valeri Shumakov — cirujano y trasplantólogo; pionero de la cirugía de órganos artificiales; condecorado con la Orden de San Andrés del Estado ruso
- Renat Akchurin — cirujano cardíaco; académico
- Rafiq Tağı — Escritor de cuentos y periodista azerbaiyano, graduado en cardiología
- Amiran Revishvili — Cirujano cardíaco y electrofisiólogo georgiano, presidente de la Sociedad Científica Panrusa de Electrofisiología Clínica, Arritmología y Estimulación Cardíaca
- Boris Yegorov — médico-astronauta que se convirtió en el primer médico en realizar un vuelo espacial.